# Estación Intermodal de La Coruña
La Estación Intermodal de La Coruña será una estación de ferrocarril y autobuses en La Coruña, Galicia (España). Supondrá la sustitución de la actual Estación de autobuses de La Coruña y la remodelación de la estación de trenes La Coruña-San Cristóbal. Estará delimitada por el barrio de la Estación, el barrio de Os Mallos y la avenida de la Sardiñeira.
A finales de septiembre del 2022, la Junta de Galicia comenzó a realizar su parte de la estación Intermodal que incluye la estación de autobuses y aparcamiento subterráneo entre otras obras que incluye el proyecto. La zona de obras está situada en los terrenos internos de la actual estación de tren, próximos a las vías del ferrocarril.
En febrero del 2023 se inició el trabajo de las cimentaciones.En marzo de 2024 comenzó la construcción del paso inferior de acceso al aparcamiento de la estación que dará servicio tanto a la estación ferroviaria como a la de autobuses integradas en la futura intermodal. La estación de autobuses contará con acceso directo por la Avenida Sardiñeira y la Avenida Ferrocarril.
El presupuesto total destinado a la remodelación de la estación Intermodal asciende a 86,7 millones de euros. Si bien La Junta de Galicia planificó que las obras concluyesen a finales de 2025, se prevé finalmente que las obras finalicen en el segundo cuatrimestre de 2026. 